# Golden Turkey Award
The Golden Turkey Awards ist ein Buch von Harry und Michael Medved aus dem Jahr 1979. In Form eines fiktiven Preises, des „goldenen Truthahns“, werden  schlechte Leistungen und Errungenschaften, vor allem in der amerikanischen Filmkunst, „gewürdigt“.
Filme und Schauspieler, die mit dem Golden Turkey Award ausgezeichnet wurden, wurden nicht selten zum Kult, so wie der „schlechteste Film aller Zeiten“ Plan 9 from Outer Space von Regisseur Edward D. Wood jr., der deshalb auch als schlechtester Regisseur in die Filmgeschichte einging.
Einer der aufgeführten Filme, Dog of Norway, war eine reine Erfindung der Autoren, und die Leser waren aufgefordert, die Fälschung zu finden.

## Kategorien
- Most Embarrassing Movie Debut (Das peinlichste Filmdebüt)
- Gewinner: Paul Newman in „The Silver Chalice“ (Der silberne Kelch, 1955)
- Most Ridiculous Monster in Screen History (Das lächerlichste Monster in der Leinwandgeschichte) 
- Gewinner: „Robot Monster“ (1953, ein „Roboter“ mit Affenfell)
- Worst Performance by a Popular Singer (Die schlechteste Darstellung eines berühmten Sängers) 
- Gewinner: Tony Bennett in „The Oscar“ (... denn keiner ist ohne Schuld, 1966)
- Worst Title of All Time (Der schlimmste Filmtitel aller Zeiten) 
- Gewinner: „Rat Pfink a Boo Boo“ (1964)
- Most Brainless Brain Movie of All Time (Der hirnloseste Gehirnfilm aller Zeiten) 
- Gewinner: „They saved Hitler's Brain“ (1964)
- Most Badly Bumbled Bee Movie of All Time (Der am schlimmsten humpelnde Bienenfilm aller Zeiten) 
- Gewinner: „The Swarm“ (Der tödliche Schwarm, 1978)
- Worst Casting of All Time (Die schlechteste Besetzung aller Zeiten) 
- Gewinner: John Wayne als „Dschingis Khan“ in „The Conquerer“ (Der Eroberer, 1955)
- Worst Performance by a Politician (Der schlechteste Auftritt eines Politikers) 
- Gewinner: John V. Lindsay (ehemaliger Bürgermeister von New York City) in „Rosebud“ (Unternehmen Rosebud, 1975)
- Worst Two-Headed Transplant Movie Ever Made (Der schlechteste Zweikopf-Transplantationsfilm, der je gemacht wurde) 
- Gewinner: „The Thing With Two Heads“ (Das Ding mit den 2 Köpfen, 1972)
- Worst Rodent Movie of All Time (Der schlechteste Nagetierfilm aller Zeiten) 
- Gewinner: „The Food of the Gods“ (Die Insel der Ungeheuer, 1976)
- Worst Performance by a Novelist (Der schlechteste Auftritt eines Schriftstellers) 
- Norman Mailer in „Wild 90“ (1967, Mailer war ebenfalls Regisseur des Films)
- Worst Cinematic Exploitation of a Physical Deformity (Die schlechteste filmische Ausbeutung einer physischen Deformation) 
- Gewinner: „The Terror of Tiny Town“ (1938, Western mit ausschließlich kleinwüchsiger Besetzung)
- Worst Musical Extravaganza in Hollywood History (Das schlechteste musikalische Ausstattungsstück in der Hollywood-Geschichte) 
- Gewinner: „At Last Long Love“ (1975)
- Worst Performance by an Actor or Actress as a Clergyman or Nun (Die schlechteste Darstellung eines Schauspielers oder einer Schauspielerin als Prediger oder Nonne) 
- Gewinner: Mary Tyler Moore in „Change of Habit“ (Ein himmlischer Schwindel, 1969)
- Worst Performance by an Actor as Jesus Christ (Die schlechteste Darstellung von Jesus Christus durch einen [Film-]Schauspieler) 
- Gewinner: Ted Neeley in „Jesus Christ Superstar“ (1973)
- Worst Blaxploitation Movie Ever Made (Der schlechteste je hergestellte Blaxploitation-Film) 
- Gewinner: „Scream, Blacula, Scream“ (Der Schrei des Todes, 1972)
- Biggest Ripoff in Hollywood History (Der größte Abklatsch in der Hollywood-Geschichte) 
- Gewinner: „King Kong“ (1976)
- Worst Credit Line of All Time (Die schlimmste Erwähnung in den Credits aller Zeiten) 
- Gewinner: „The Taming of the Shrew“ (Der Widerspenstigen Zähmung, 1929) mit  
„by William Shakespeare with additional dialogue by Sam Taylor“ („von William Shakespeare mit zusätzlichen Dialogen von Sam Taylor“ – Taylor war ebenfalls Regisseur des Films. Es sind jedoch keine Filmkopien auffindbar, die diese Textzeile enthalten.)
- Most Unerotic Concept in Pornography (Das unerotischste Konzept in der Pornografie) 
- Gewinner: „Him“ (1974)
- Worst Performance by an Animal (Der schlechteste Auftritt eines Tieres) 
- Gewinner: „Dinky the Chimp“ in „Tarzan and the Great River“ (Tarzan am großen Fluß, 1967)
- Worst Vegetable Movie of All Time (Der schlechteste Gemüsefilm aller Zeiten) 
- Gewinner: „Attack of the Mushroom People“ (1963)
- Worst Performance by Sonny Tufts (Die schlechteste Filmleistung von Sonny Tufts) 
- Gewinner: „Government Girl“ (1943)
- Most Ludicrous Racial Impersonation in Hollywood History (Die lächerlichste anders-rassische Darstellung in der Hollywood-Geschichte) 
-  Gewinner: Marlon Brando als Japaner in „The Teahouse of the August Moon“ (Das kleine Teehaus, 1956)
- Most Obnoxious Child Performer of All Time (Der nervigste Kinderdarsteller aller Zeiten) 
- Gewinner: David „Dondi“ Kory
- Worst Film You Never Saw (Der schlechteste Film, den Sie nie gesehen haben) 
- Gewinner: „Billy Jack goes to Washington“ (1977)
- Most Insane and Unwelcome Technical Advance in Hollywood History (Die hirnverbrannteste und unwillkommenste technische Neuerung in der Hollywood-Geschichte) 
- Gewinner: „Percepto“ für den Film „The Tingler“ (Schrei, wenn der Tingler kommt, 1959) (Elektroschocker in Kinostühlen)
- Worst Lines of Romantic Dialog in Movie History (Der unromantischste „romantische“ Dialog in der Filmgeschichte) 
- Gewinner: „Northwest Mounted Police“ (Die scharlachroten Reiter, 1940)
- Life Achievement: Worst Director (Lebensauszeichnung: Schlechtester Regisseur) 
- Gewinner: Edward D. Wood jr.
- Life Achievement: Worst Actress (Lebensauszeichnung: Schlechteste Schauspielerin) 
- Gewinnerin: Raquel Welch
- Life Achievement: Worst Actor (Lebensauszeichnung: Schlechtester Schauspieler) 
- Gewinner: Richard Burton
- People's Choice: Worst Film (Die Wahl des (Film)Volkes: Schlechtester Film) 
- Gewinner: „Plan 9 from Outer Space“ (1959)